# Probabilità condizionata
In teoria della probabilità la probabilità condizionata di un evento {\displaystyle A} rispetto a un evento {\displaystyle B} è la probabilità che si verifichi {\displaystyle A,} sapendo che {\displaystyle B} è verificato. Questa probabilità, indicata {\displaystyle P(A|B)} o {\displaystyle P_{B}(A)}, esprime una "correzione" delle aspettative per {\displaystyle A,} dettata dall'osservazione di {\displaystyle B.}
Poiché, come si vedrà nella successiva definizione, {\displaystyle P(B)} compare al denominatore, {\displaystyle P(A|B)} ha senso solo se {\displaystyle B} ha una probabilità non nulla di verificarsi.
È utile osservare che la notazione con il simbolo "barra verticale" è comune con la definizione del connettivo logico NAND.

## Esempio
Per esempio, la probabilità di ottenere "4" con il lancio di un dado a sei facce (evento {\displaystyle A}) ha probabilità {\displaystyle P(A)=1/6} di verificarsi. Sapendo però che il risultato del lancio è un numero tra "4", "5" e "6" (evento {\displaystyle B}), la probabilità di {\displaystyle A} diventa
{\displaystyle P(A|B)={\frac {P(A\cap B)}{P(B)}}={\frac {P(A)+P(B)-P(A\cup B)}{P(B)}}={\frac {1/6+3/6-3/6}{3/6}}={\frac {1}{3}}.}
Si consideri questo secondo esempio, la probabilità di ottenere "1" con il lancio di un comune dado (evento {\displaystyle A}) ha probabilità {\displaystyle P(A)=1/6} di verificarsi. Sapendo però che il risultato del lancio è un numero tra "4", "5" e "6" (evento {\displaystyle B}), la probabilità di {\displaystyle A} diventa
{\displaystyle P(A|B)={\frac {P(A\cap B)}{P(B)}}={\frac {P(A)+P(B)-P(A\cup B)}{P(B)}}={\frac {1/6+3/6-4/6}{3/6}}=0.}

## Definizione
La probabilità di {\displaystyle A} condizionata da {\displaystyle B} è
{\displaystyle P(A|B)=P_{B}(A)={\frac {P(A\cap B)}{P(B)}},}
dove {\displaystyle P(A\cap B)} è la probabilità congiunta dei due eventi, ovvero la probabilità che si verifichino entrambi.
In termini più rigorosi, dato uno spazio misurabile {\displaystyle (\Omega ,{\mathcal {A}})} di misura {\displaystyle P,} ogni evento {\displaystyle B} eredita una struttura di spazio misurato {\displaystyle (B,{\mathcal {A}}_{B},P)}, restringendo gli insiemi misurabili a quelli contenuti in {\displaystyle B,} ed induce una nuova misura {\displaystyle P'_{B}(A)=P(A\cap B)} su {\displaystyle (\Omega ,{\mathcal {A}})}, con {\displaystyle P'_{B}(\Omega )=P(B)}. Se {\displaystyle (\Omega ,{\mathcal {A}},P)} è uno spazio probabilizzato ({\displaystyle P(\Omega )=1}) e {\displaystyle B} non è trascurabile ({\displaystyle P(B)\neq 0}), allora riscalando {\displaystyle P'_{B}} a {\displaystyle \textstyle P_{B}={\frac {1}{P(B)}}P'_{B}} si ottiene lo spazio probabilizzato {\displaystyle \textstyle (\Omega ,{\mathcal {A}},P_{B})} delle probabilità condizionate da {\displaystyle B.}

## Proprietà
La formula della probabilità condizionata permette di descrivere la probabilità congiunta come
{\displaystyle P(A\cap B)=P(A|B)P(B).}
Ossia, la probabilità che si verifichino sia {\displaystyle A} sia {\displaystyle B} è uguale alla probabilità che si verifichi {\displaystyle B} moltiplicata per la probabilità che si verifichi {\displaystyle A} supponendo che {\displaystyle B} sia verificato.
Due eventi {\displaystyle A} e {\displaystyle B} sono indipendenti quando vale una delle tre equazioni equivalenti:
- {\displaystyle P(A\cap B)=P(A)P(B);}
- {\displaystyle P(A|B)=P(A);}
- {\displaystyle P(B|A)=P(B).}

Per trovare la probabilità dell'evento a destra negato (anche detto complementare) si può usare la seguente formula:
{\displaystyle P(\neg A|B)=1-P(A|B).}

### Casi particolari
Se {\displaystyle A} e {\displaystyle B} sono eventi disgiunti, cioè se {\displaystyle A\cap B=\varnothing }, le loro probabilità condizionate sono nulle: sapendo che uno dei due eventi si è verificato, è impossibile che si sia verificato anche l'altro.
Se l'evento {\displaystyle A} implica l'evento {\displaystyle B}, cioè se {\displaystyle A\subset B}, allora la loro intersezione è {\displaystyle A,} per cui {\displaystyle P(A\cap B)=P(A)} e:
- {\displaystyle P(B|A)={\frac {P(A)}{P(A)}}=1} ({\displaystyle A} implica {\displaystyle B});
- {\displaystyle P(A|B)={\frac {P(A)}{P(B)}}} ({\displaystyle B} è necessario per {\displaystyle A}).

Nel caso di una misura di probabilità uniforme su uno spazio Ω finito, questa formula per {\displaystyle P(A|B)} esprime la definizione classica di probabilità come "casi favorevoli ({\displaystyle A}) su casi possibili ({\displaystyle B})".
Invece, per {\displaystyle P(B|A)} otteniamo il valore 1 che, per un numero finito di valori lo stesso Bayes interpretò in senso lato come la certezza che il tutto sia condizionato dalla parte.

### Ulteriori definizioni
Il valore atteso condizionato {\displaystyle E[X|B]} di una variabile aleatoria {\displaystyle X} ad un evento {\displaystyle B} è il valore atteso di {\displaystyle X} calcolato sulle probabilità {\displaystyle P_{B}} (cioè condizionate da {\displaystyle B}).
La probabilità di un evento {\displaystyle A} può essere condizionata da una variabile aleatoria discreta {\displaystyle X,} originando una nuova variabile aleatoria, {\displaystyle Y=P(A|X)}, che per {\displaystyle X=x} assume il valore {\displaystyle Y=P(A|x)}.

## Applicazioni
Il teorema di Bayes esprime l'uguaglianza simmetrica {\displaystyle P(A|B)P(B)=P(B|A)P(A)} del teorema della probabilità composta come
{\displaystyle P(A|B)=P(B|A){\frac {P(A)}{P(B)}}.}
Questo teorema è alla base dell'inferenza bayesiana in statistica, dove {\displaystyle P(A)} è detta "probabilità a priori di {\displaystyle A}" e {\displaystyle P(A|B)} "probabilità a posteriori di {\displaystyle A}".

## Paradossi
Molti paradossi sono legati alla probabilità condizionata e derivano sia da un'errata formulazione del problema sia dalla confusione di {\displaystyle P(A|B)} con {\displaystyle P(A)} o con {\displaystyle P(B|A).}
Esempi particolari sono il paradosso delle due buste, il paradosso dei due bambini, il problema di Monty Hall e il paradosso di Simpson.